# Zone de protection paysagère de Mártély
La Zone de protection paysagère de Mártély (hongrois : Mártélyi Tájvédelmi Körzet, prononcé [ˈmaːɾteːji ˈtaːjveːdɛlmi ˈkøɾzɛt]) est une aire protégée située dans le comitat de Csongrád, à proximité de Hódmezővásárhely dans le Grand Alföld, et dont le périmètre est géré par le Parc national de Kiskunság. 
La zone est déclarée site Ramsar le 11 avril 1979. 